# Première bataille de la Cuchilla de Taindala
Campagne de Pasto
(Guerre d'indépendance de la Colombie)
Batailles
m
- Bomboná
- Cuchilla de Taindala (1)
- Cuchilla de Taindala (2)
- Ibarra
- Alto de Cebollas
- Juanambú
- Tacines
- Barbacoas

La première bataille de la Cuchilla de Taindala est un affrontement qui a eu lieu le 24 novembre 1822 près de San Juan de Pasto entre les forces de l'armée colombienne dirigées par Antonio José de Sucre et les forces royalistes de Pasto commandées par Benito Boves.
Les Colombiens sont mis en déroute.